# Comunitat de comunes de Zuberoa
La comunitat de comunes de Zuberoa (oficialment anomenada Communauté de communes de Soule-Xiberoa) és una antiga estructura intercomunal francesa que agrupava 35 de les 43 comunes zuberotarres. Administrativament era dins el departament dels Pirineus Atlàntics i a la regió d'Aquitània. Fou creada el gener de l'any 2000. La seva capital administrativa (chef-lieu en francès) era Maule-Lextarre, considerada altrament capital històrico-cultural del conjunt de Zuberoa. Va desaparèixer el 2016.

## Comunes membres
- Ainharbe
- Aloze-Ziboze-Onizegaine
- Altzai-Altzabeheti-Zunharreta
- Altzürükü
- Arrokiaga
- Atharratze-Sorholüze
- Barkoxe
- Berrogaine-Larüntze
- Bildoze-Onizepea
- Ezpeize-Ündüreine
- Etxebarre
- Gamere-Zihiga
- Garindaine
- Gotaine-Irabarne
- Hauze
- Idauze-Mendi
- Iruri
- Lakarri-Arhane-Sarrikotagaine
- Larraine
- Lexantzü-Zünharre
- Ligi-Atherei
- Liginaga-Astüe
- Maule-Lextarre
- Mendikota
- Mitikile-Larrori-Mendibile
- Montori
- Muskildi
- Ospitalepea
- Ozaze-Zühara
- Sarrikotapea
- Sohüta
- Urdatx-Santa-Grazi
- Urdiñarbe
- Ürrüstoi-Larrabile
- Zalgize-Doneztebe